# 岩見沢市立東光中学校
北海道岩見沢市立東光中学校（ほっかいどういわみざわしりつとうこうちゅうがっこう、Hokkaido Toko J・H・S）は、北海道岩見沢市に存在する公立の中学校である。略称はとーこー。生徒数は343人（平成30年度）。通学区域制度校区は東条丁目のほぼ全域と、東町、日の出北の一部、栄町となっている。

## 沿革
- 1947年（昭和22年） - 6・3制導入に伴い、市内の2つの学校（光陵、緑）と共に開校。校章制定（当時の校舎は岩見沢小学校敷地内）。
- 1951年（昭和26年） - 校舎を旧女子高跡へ移転。
- 1958年（昭和33年） - 校舎改築工事開始。
- 1961年（昭和36年）新校舎第7期工事完了。
- 1957年（昭和32年） - 開校10周年記念式典。校歌制定。
- 1967年（昭和42年） - 開校20周年記念式典。「希望の像」完成。
- 1977年（昭和52年） - 開校30周年記念式典。「希望の庭」造成。
- 1981年（昭和56年） - 増築第二期工事完了。
- 1985年（昭和60年） - 校区の一部を新設校の明成中学校へ譲渡。
- 1987年（昭和62年） - 開校40周年記念式典
- 1988年（昭和63年） - 校舎大改修第1期工事完了。
- 1989年（平成元年） - 校舎大改修第2期工事完了。
- 1990年（平成2年） - 校舎大改修第3期工事完了。
- 1991年（平成3年） - 第22回全国中学校軟式野球大会 優勝。
- 1992年（平成4年） - 体育館建て替え工事完了。
- 1996年（平成8年） - HBC子ども音楽コンクール全道大会1位。全国大会出場。市教育実践奨励表彰（合唱部）。
- 1997年（平成9年） - 開校50周年記念式典。記念植樹。全道中学校野球大会 準優勝。全道吹奏楽コンクール 銅賞。50周年記念教育実践発表。全道英語暗唱大会 3位。
- 2007年（平成19年） - 開校60周年記念式典。新校舎改築工事着工。全空知中体連野球大会 準優勝。全道吹奏楽コンクール 銅賞。北海道英語暗唱大会 優勝。北海道読書感想文コンクール 優秀賞。
- 2008年（平成20年） - 新校舎竣工。HBCこども音楽コンクール札幌地区大会重唱部門四重奏 最優秀賞（文部科学大臣奨励賞選考会北海道代表）
- 2009年（平成21年） - 校舎外構工事完了。全道吹奏楽コンクール 銀賞。校舎改築落成記念式典開催。
- 2010年（平成22年） - 全道吹奏楽コンクール 銅賞。北海道アンサンブルコンクール（木管8重奏）銅賞。NHK全国学校音楽コンクール北海道大会合唱 銅賞。HBCこども音楽コンクール札幌地区大会（重唱部門）優秀賞。
- 2016年（平成28年） - 空知中体連サッカー大会 準優勝。北海道中体連サッカー大会 ベスト8。科学の甲子園ジュニア北海道大会地区予選空知大会 優勝。北海道大会出場。市教育実践奨励表彰。児童生徒優秀賞、市善行少年表彰（スノーバスターズメリット）。
- 2017年（平成29年） - 開校70周年記念式典。平成29年度岩見沢市教育委員会が進める北海道教育委員会指定授業「北海道道徳教育推進校事業」東光中学校区道徳教育授業公開研究会。少年の主張岩見沢大会 最優秀賞、空知大会優秀賞。北海道中体連水泳大会 100 m平泳ぎ第2位、50 m自由形第7位。平成29年度岩見沢市教育実践奨励表彰（奨励賞、優秀賞）。

## 年間行事
- 4月 - 入学式、始業式、学力テスト
- 5月 - 修学旅行、宿泊研修（2年）
- 6月 - 体育大会、前期中間テスト
- 7月 - 中体連
- 8月 - 学力テスト
- 9月 - 前期期末テスト、学校祭
- 10月 - 前期終業式、後期始業式
- 11月 - 学力テスト、後期中間テスト
- 12月 - 三者懇談
- 1月 - 学年末テスト（3年）、スキー学習
- 2月 - 学力テスト（1、2年）、入学説明会、後期期末テスト（1、2年）
- 3月 - 卒業式、修了式、同窓会入会式

## 部活動
運動部
野球、サッカー、男子バスケットボール、女子バスケットボール、男子バドミントン、女子バドミントン、男子ソフトテニス、女子ソフトテニス、女子バレーボール、吹奏楽
文化部
茶道、コンピュータ、美術、合唱
特設部
陸上、柔道、水泳、卓球、スキー

## 生徒会活動
「すべての生徒が自己の権利と義務とを自覚して学校生活の各部面に自主的に参加し、学校生活の充実と発展を図ること」を目的として、活動している。
- 執行委員会（会長、副会長、書記、会計、各常任委員長）
- 常任委員会（生活、文化、保健、体育安全、放送、図書）
- 各種行事等（学校祭、体育祭、除雪ボランティア、球技大会等）
- 任期は10月から翌年9月まで。

## 周辺環境
- 北海道中央労災病院
- 陸上自衛隊第12使節団岩見沢駐屯地
- 岩見沢市立岩見沢小学校
- 岩見沢市立東小学校
- 岩見沢市立明成中学校

## 交通アクセス
- JR北海道岩見沢駅から徒歩約25分（2058m）。
- 北海道中央バス（岩見沢営業所）「東光中学校前」すぐ。

## 補足
- 野球部は、1991年（平成3年）と2015年（平成27年）に全道制覇を果たし、中体連の全国大会へ出場した。